# 渤海鉄道フェリー
渤海鉄道フェリー（ぼっかいてつどうフェリー）は、中華人民共和国遼寧省大連市と山東省煙台市を結ぶ鉄道フェリーで、黄海の北部分である渤海を越えて、99.779海里を船で結ぶもの。中国鉄路が2007年から運用していて、現在は貨車のみを運んでいる。

## 概要
黄海をまたいで山東省山東半島と遼寧省遼東半島を結ぶ方法はいろいろ研究されてきて、特に19世紀に闖関東（中国東北地区への人口移動）が始まり、北洋艦隊が威海衛と旅順に設置されたことより両岸の連絡の必要性が高まり、その後長期にわたり架橋建設、海底トンネル建設などが検討されたが、現実的な方式として黄海の北部分である渤海に面した煙台と大連市旅順を連絡する鉄道フェリー計画が2003年12月に国務院の承認を受け2004年10月に関連施設を着工、2006年11月から試運転を行ない、2007年から本格運行をしている。海上鉄道フェリーとしては海南省海口 - 広東省徐聞県を連絡する粤海線に次いで二番目のもので、中国で最も長距離の鉄道フェリーである。
このフェリーは海路99.779海里（184.8 km）を結び、現在は天津新港造船所で建造された中鉄渤海1号、2号、3号の3台のフェリー船が運航していて、それぞれ全長182.6mで鉄道の貨車50両・20トン級トラック50台・乗用車25台・乗客480人を運ぶことができ、往復6便（大連発09:30 - 煙台着16:00、16:30 - 23:00、23:20 - 06:20；煙台発05:20 - 大連着11:50、14:10 - 20:40、22:00 - 04:30）を運航、片道の所要時間は6時間半である。おもな輸送は鉄道貨物（貨車）である。また、G15瀋海高速道路のルートの役割も兼ねているため、貨車以外にトラックや乗用車、また旅客輸送も行っているが、輸送量は限定的である。
このフェリー航路開設に併せて、大連市内に位置する旅順支線長嶺子駅より旅順西駅（羊頭窪港）までの23.329kmが延伸され、高速道路支線も完成している。フェリー港は渤海の羊頭湾に位置し、ここは南から世界和平公園、新開発区、大学（大連交通大学のソフトウェア学部・情報技術学部、大連対外経貿学院）が位置する地区であり、地区の一番北側に当たる。

## 旅順西駅

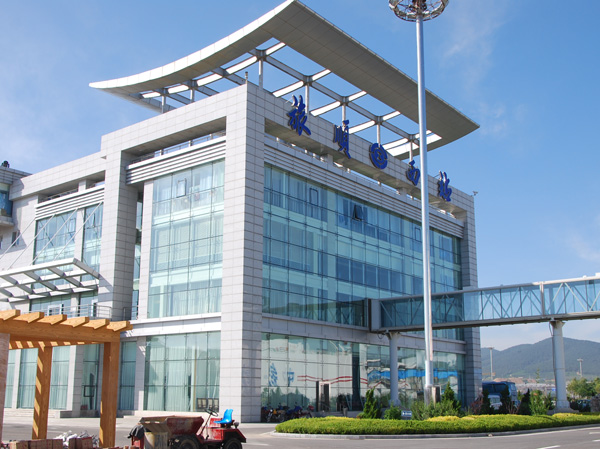
渤海鉄道フェリーの旅順西駅舎。一階は切符売場で、二階のコンコースからフェリーへ乗船する。

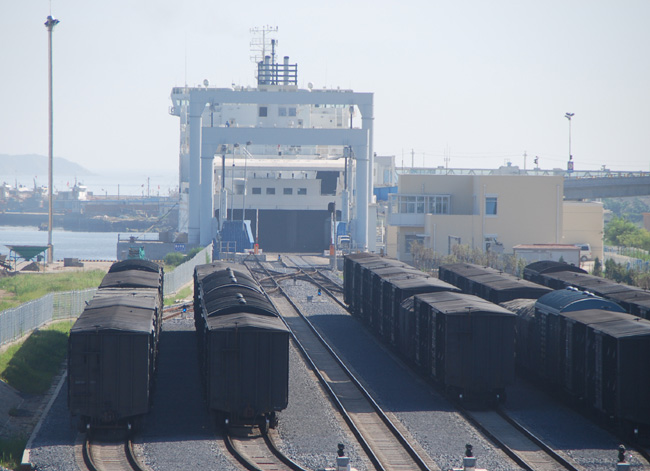
渤海鉄道フェリーの旅順西駅で待機する貨車。

フェリー港近くの貨車操車場、旅客ターミナル、駐車場などが設置された地域を「旅順西駅」と称しているが、貨物駅のため旅客ホームなどの設備はない。駅舎は4階建てとなっており、一階が切符売場、二階へ上がりコンコースからフェリーへ乗船する。直線距離で約1km南東に大連地下鉄12号線の旅順新港駅がある。

## 煙台北駅
煙台側は芝罘島（しふうとう）の埠頭に接岸して、付近に藍煙線より12.004km延伸した煙台北駅が開設している。

## 競合相手
- 海路：大連港の煙台・大連フェリーまたは威海・大連フェリー
- 鉄道：大連 - 錦州 - 唐山 - 済南 - 煙台
- 航空路線：大連 - 煙台

大連港から出ている煙台・大連フェリーに比べて、旅順西駅は市中心部から35 kmの距離があり、公共交通手段も未整備であることより料金が安めに設定されている。乗用車は片道500元で、旅客は特等980元、一等680元、二等380元、二等B 260元（中鉄渤海3号のみ）、三等A 240元、三等200元、三等B 180元である。